# کریسی اسکورفیلد
کریسی اسکورفیلد (انگلیسی: Krissy Scurfield؛ زادهٔ ۱۵ ژوئن ۲۰۰۳) بازیکن زن راگبی ۷ نفره اهل کانادا است.
وی در مسابقات کشوری و بین‌المللی در مجموع برندهٔ ۱ مدال نقره شده است.